# Юпитер и Ио (картина Корреджо)
«Юпитер и Ио» — картина Антонио да Корреджо, написанная около 1532 года, ныне хранящаяся в Музее истории искусств в Вене.

## Описание
Сюжет картины, позаимствованный из «Метаморфоз» Овидия, повествует о соблазнении Юпитером Ио, дочери первого царя Аргоса Инаха:
О, не беги!» Но бежала она. И пастбища Лерны
Были уже позади, и Лиркея поля с деревами
Тоже; но бог, наведя на землю пространную темень,
Cкрыл ее, бег задержал и стыд девичий похитил.
Тут-то Юнона с небес как раз и взглянула на Аргос,
И, подивившись тому, что летучее облако будто
Ночь среди белого дня навлекает, решила, что это
Не от реки, что оно поднялось не от почвенной влаги.
Падкому на женщин Юпитеру приходилось часто прибегать к различного рода маскировкам, чтобы избежать гнева своей ревнивой жены Юноны — будь то лебедь, орёл или, как на данной картине, тёмное облако, которое Ио притягивает к себе с еле сдерживаемой чувственностью. Обращает на себя внимание контраст между исчезающей фигурой бестелесного Юпитера и пылающей жизненной силой Ио, потерявшейся в эротическом восторге, — приём, предвосхищающий работы Бернини и Рубенса. В правом нижнем углу видна голова оленя, пьющего из ручья, что, возможно, привносит в сюжет христианские мотивы.

## История создания
Серия картин «Возлюбленные Юпитера» была задумана художником после успеха его работы «Венера, Сатир и Амур». Всего Корреджо написал четыре полотна в серии, хотя по первоначальной задумке число картин могло быть больше.
В первом издании своих «Жизнеописаний» Джорджо Вазари упоминает только две картины из серии — «Леду и лебедь» (в настоящее время хранится в Берлинской картинной галерее) и некую «Венеру» (предположительно — «Данаю», хранящуюся ныне в римской галерее Боргезе), известных ему лишь по описаниям Джулио Романо. Вазари пишет, что заказчик — герцог Федерико II Гонзага — намеревался преподнести их в дар королю Испании Карлу V. Исходя из того, что оставшиеся работы Корреджо на данную тему — «Похищение Ганимеда» и «Юпитер и Ио» в течение XVI века также находились в Испании, было сделано заключение, что данные четыре картины составляют единую серию. Британский искусствовед Сесиль Гулд предполагает, что Федерико заказывал «Юпитера и Ио» лично для себя, и картина была передана Карлу V только после смерти герцога в 1540 году, возможно, к свадьбе сына императора Филиппа. По другой гипотезе Федерико заказывал картину для оформления зала Овидия в своём палаццо дель Те. Предполагается, что изображения сцен насилия, взятых из истории или мифологии, могли иметь политическое значение: они воспринимались как метафоры абсолютной власти, которая, в конечном итоге, служит ко благу людей. Этим может объясняться несопротивление жертвы у Корреджо, в отличие от трактовки мифа у Овидия.
С начала XVII века полотно находится в Вене, будучи упомянутым в составе собрания Габсбургов вместе с «Похищением Ганимеда».